# Ouled Aiche
Ouled Aiche (în arabă اوالد يعيش) este o comună din provincia Relizane, Algeria.
Populația comunei este de 8.916 locuitori (2008).